# Olympische Sommerspiele 2020/Schwimmen – 200 m Lagen (Frauen)
Der Wettkampf im 200-Meter-Lagenschwimmen der Frauen bei den Olympischen Spielen 2020 in Tokio wurde vom 26. bis 28. Juli 2021 im Tokyo Aquatics Centre ausgetragen.
Es fanden vier Vorläufe statt. Die 16 schnellsten Schwimmerinnen aller Vorläufe qualifizierten sich für zwei Halbfinals. Für das Finale qualifizierten sich die acht zeitschnellsten Schwimmerinnen beider Halbfinals.
Abkürzungen: 
 WR = Weltrekord, OR = olympischer Rekord, AS = asiatischer Rekord, NR = nationaler Rekord, PB = persönliche Bestleistung, JWB = Jahresweltbestzeit

## Rekorde
Vor Beginn der Olympischen Spiele waren folgende Rekorde gültig.
| Weltrekord         | Katinka Hosszú | 2:06,12 min | Kasan, Russland           | 3. August 2015 |
| Olympischer Rekord | Katinka Hosszú | 2:06,58 min | Rio de Janeiro, Brasilien | 9. August 2016 |

## Vorläufe
Montag, 26. Juli 2021, 12:37 Uhr MESZ
 

### Vorlauf 1
| Platz | Bahn | Schwimmerin      | Nation  | Zeit        | Anmerkung |
| ----- | ---- | ---------------- | ------- | ----------- | --------- |
| 1     | 5    | McKenna de Bever | Peru    | 2:15,86 min |           |
| 2     | 4    | Anja Crevar      | Serbien | 2:17,62 min |           |
| 3     | 3    | Nicole Frank     | Uruguay | 2:18,93 min |           |

### Vorlauf 2
| Platz | Bahn | Schwimmerin     | Nation             | Zeit        | Anmerkung |
| ----- | ---- | --------------- | ------------------ | ----------- | --------- |
| 1     | 5    | Kate Douglass   | Vereinigte Staaten | 2:09,16 min |           |
| 2     | 3    | Yu Yiting       | China              | 2:10,22 min |           |
| 3     | 4    | Yui Ōhashi      | Japan              | 2:10,77 min |           |
| 4     | 2    | Ilaria Cusinato | Italien            | 2:11,41 min |           |
| 5     | 7    | Dalma Sebestyén | Ungarn             | 2:12,42 min |           |
| 6     | 6    | Bailey Andison  | Kanada             | 2:12,52 min |           |
| 7     | 8    | Rebecca Meder   | Südafrika          | 2:14,79 min |           |
| 8     | 1    | Diana Petkowa   | Bulgarien          | 2:16,70 min |           |

### Vorlauf 3
| Platz | Bahn | Schwimmerin            | Nation         | Zeit        | Anmerkung |
| ----- | ---- | ---------------------- | -------------- | ----------- | --------- |
| 1     | 5    | Abbie Wood             | Großbritannien | 2:09,94 min |           |
| 2     | 2    | Maria Ugolkova         | Schweiz        | 2:10,04 min |           |
| 3     | 4    | Sydney Pickrem         | Kanada         | 2:10,13 min |           |
| 4     | 6    | Anastasia Gorbenko     | Israel         | 2:10,21 min |           |
| 5     | 3    | Alicia Wilson          | Großbritannien | 2:10,39 min |           |
| 6     | 8    | África Zamorano        | Spanien        | 2:13,81 min |           |
| 7     | 7    | Fantine Lesaffre       | Frankreich     | 2:14,20 min |           |
| 8     | 1    | Viktoriya Zeynep Güneş | Türkei         | 2:14,41 min |           |

### Vorlauf 4
| Platz | Bahn | Schwimmerin      | Nation             | Zeit        | Anmerkung |
| ----- | ---- | ---------------- | ------------------ | ----------- | --------- |
| 1     | 4    | Katinka Hosszú   | Ungarn             | 2:09,70 min |           |
| 2     | 5    | Alex Walsh       | Vereinigte Staaten | 2:09,94 min |           |
| 3     | 7    | Cyrielle Duhamel | Frankreich         | 2:11,11 min |           |
| 4     | 3    | Miho Teramura    | Japan              | 2:11,22 min |           |
| 5     | 2    | Sara Franceschi  | Italien            | 2:11,47 min |           |
| 6     | 6    | Kim Seo-yeong    | Südkorea           | 2:11,54 min |           |
| 7     | 8    | Kristýna Horská  | Tschechien         | 2:12,21 min |           |
| 8     | 1    | Ellen Walshe     | Irland             | 2:13,34 min |           |

### Zusammenfassung
| Platz | Vorlauf | Bahn | Schwimmerin            | Nation             | Zeit        | Anmerkung |
| ----- | ------- | ---- | ---------------------- | ------------------ | ----------- | --------- |
| 1     | 2       | 5    | Kate Douglass          | Vereinigte Staaten | 2:09,16 min |           |
| 2     | 4       | 4    | Katinka Hosszú         | Ungarn             | 2:09,70 min |           |
| 3     | 3       | 5    | Abbie Wood             | Großbritannien     | 2:09,94 min |           |
| 3     | 4       | 5    | Alex Walsh             | Vereinigte Staaten | 2:09,94 min |           |
| 5     | 3       | 2    | Maria Ugolkova         | Schweiz            | 2:10,04 min |           |
| 6     | 3       | 4    | Sydney Pickrem         | Kanada             | 2:10,13 min |           |
| 7     | 3       | 6    | Anastasia Gorbenko     | Israel             | 2:10,21 min |           |
| 8     | 2       | 3    | Yu Yiting              | China              | 2:10,22 min |           |
| 9     | 3       | 3    | Alicia Wilson          | Großbritannien     | 2:10,39 min |           |
| 10    | 2       | 4    | Yui Ōhashi             | Japan              | 2:10,77 min |           |
| 11    | 4       | 7    | Cyrielle Duhamel       | Frankreich         | 2:11,11 min |           |
| 12    | 4       | 3    | Miho Teramura          | Japan              | 2:11,22 min |           |
| 13    | 2       | 2    | Ilaria Cusinato        | Italien            | 2:11,41 min |           |
| 14    | 4       | 2    | Sara Franceschi        | Italien            | 2:11,47 min |           |
| 15    | 4       | 6    | Kim Seo-yeong          | Südkorea           | 2:11,54 min |           |
| 16    | 4       | 8    | Kristýna Horská        | Tschechien         | 2:12,21 min |           |
| 17    | 2       | 7    | Dalma Sebestyén        | Ungarn             | 2:12,42 min |           |
| 18    | 2       | 6    | Bailey Andison         | Kanada             | 2:12,52 min |           |
| 19    | 4       | 1    | Ellen Walshe           | Irland             | 2:13,34 min |           |
| 20    | 3       | 8    | África Zamorano        | Spanien            | 2:13,81 min |           |
| 21    | 3       | 7    | Fantine Lesaffre       | Frankreich         | 2:14,20 min |           |
| 22    | 3       | 1    | Viktoriya Zeynep Güneş | Türkei             | 2:14,41 min |           |
| 23    | 2       | 8    | Rebecca Meder          | Südafrika          | 2:14,79 min |           |
| 24    | 1       | 5    | McKenna de Bever       | Peru               | 2:15,86 min |           |
| 25    | 2       | 1    | Diana Petkowa          | Bulgarien          | 2:16,70 min |           |
| 26    | 1       | 4    | Anja Crevar            | Serbien            | 2:17,62 min |           |
| 27    | 1       | 3    | Nicole Frank           | Uruguay            | 2:18,93 min |           |

## Halbfinale
Dienstag, 27. Juli 2021, 4:58 Uhr MESZ
 

### Halbfinale 1
| Platz | Bahn | Schwimmerin     | Nation             | Zeit        | Anmerkung |
| ----- | ---- | --------------- | ------------------ | ----------- | --------- |
| 1     | 5    | Alex Walsh      | Vereinigte Staaten | 2:09,57 min |           |
| 2     | 6    | Yu Yiting       | China              | 2:09,72 min |           |
| 3     | 2    | Yui Ōhashi      | Japan              | 2:09,79 min |           |
| 4     | 3    | Sydney Pickrem  | Kanada             | 2:09,94 min |           |
| 5     | 4    | Katinka Hosszú  | Ungarn             | 2:11,71 min |           |
| 6     | 1    | Sara Franceschi | Italien            | 2:13,81 min |           |
| 7     | 7    | Miho Teramura   | Japan              | 2:12,14 min |           |
| 8     | 8    | Kristýna Horská | Tschechien         | 2:12,85 min |           |

### Halbfinale 2
| Platz | Bahn | Schwimmerin        | Nation             | Zeit        | Anmerkung |
| ----- | ---- | ------------------ | ------------------ | ----------- | --------- |
| 1     | 4    | Kate Douglass      | Vereinigte Staaten | 2:09,21 min |           |
| 2     | 5    | Abbie Wood         | Großbritannien     | 2:09,56 min |           |
| 3     | 2    | Alicia Wilson      | Großbritannien     | 2:10,59 min |           |
| 4     | 3    | Maria Ugolkova     | Schweiz            | 2:10,65 min |           |
| 5     | 6    | Anastasia Gorbenko | Israel             | 2:10,70 min |           |
| 6     | 7    | Cyrielle Duhamel   | Frankreich         | 2:10,84 min |           |
| 7     | 8    | Kristýna Horská    | Tschechien         | 2:11,38 min |           |
| 8     | 1    | Ilaria Cusinato    | Italien            | 2:12,10 min |           |

### Zusammenfassung
| Platz | Vorlauf | Bahn | Schwimmerin        | Nation             | Zeit        | Anmerkung |
| ----- | ------- | ---- | ------------------ | ------------------ | ----------- | --------- |
| 1     | 2       | 4    | Kate Douglass      | Vereinigte Staaten | 2:09,21 min |           |
| 2     | 2       | 5    | Abbie Wood         | Großbritannien     | 2:09,56 min |           |
| 3     | 1       | 5    | Alex Walsh         | Vereinigte Staaten | 2:09,57 min |           |
| 4     | 1       | 6    | Yu Yiting          | China              | 2:09,72 min |           |
| 5     | 1       | 2    | Yui Ōhashi         | Japan              | 2:09,79 min |           |
| 6     | 1       | 3    | Sydney Pickrem     | Kanada             | 2:09,94 min |           |
| 7     | 1       | 4    | Katinka Hosszú     | Ungarn             | 2:10,22 min |           |
| 8     | 2       | 2    | Alicia Wilson      | Großbritannien     | 2:10,59 min |           |
| 9     | 2       | 3    | Maria Ugolkova     | Schweiz            | 2:10,65 min |           |
| 10    | 2       | 6    | Anastasia Gorbenko | Israel             | 2:10,70 min |           |
| 11    | 2       | 7    | Cyrielle Duhamel   | Frankreich         | 2:10,84 min |           |
| 12    | 2       | 8    | Kim Seo-yeong      | Südkorea           | 2:11,38 min |           |
| 13    | 1       | 1    | Sara Franceschi    | Italien            | 2:11,71 min |           |
| 14    | 2       | 1    | Ilaria Cusinato    | Italien            | 2:12,10 min |           |
| 15    | 1       | 7    | Miho Teramura      | Japan              | 2:12,14 min |           |
| 16    | 1       | 8    | Kristýna Horská    | Tschechien         | 2:12,85 min |           |

## Finale
Mittwoch, 28. Juli 2021, 4:45 Uhr MESZ

| Platz | Bahn | Schwimmerin    | Nation             | Zeit        | Anmerkung |
| ----- | ---- | -------------- | ------------------ | ----------- | --------- |
| 1     | 2    | Yui Ōhashi     | Japan              | 2:08,52 min |           |
| 2     | 3    | Alex Walsh     | Vereinigte Staaten | 2:08,65 min |           |
| 3     | 4    | Kate Douglass  | Vereinigte Staaten | 2:09,04 min |           |
| 4     | 5    | Abbie Wood     | Großbritannien     | 2:09,15 min |           |
| 5     | 6    | Yu Yiting      | China              | 2:09,57 min |           |
| 6     | 7    | Sydney Pickrem | Kanada             | 2:10,05 min |           |
| 7     | 1    | Katinka Hosszú | Ungarn             | 2:12,38 min |           |
| 8     | 8    | Alicia Wilson  | Großbritannien     | 2:12,86 min |           |